# William Diller Matthew
William Diller Matthew (Saint John, 19 febbraio 1871 – San Francisco, 24 settembre 1930) è stato un paleontologo statunitense.

## Biografia
Nato a Saint John, figlio del botanico e geologo George Frederick Matthew e di Katherine Diller Matthew, ha ereditato dal padre la passione per la geologia e la paleontologia. Laureatosi presso l'Università di Nuovo Brunswick, nel 1889 conseguì il Ph.D. alla Columbia University nel 1894.
Fu poi il curatore dell'American Museum of Natural History a New York dalla metà degli anni 1890 al 1927; e poi ancora direttore dell'University of California Museum of Paleontology dal 1927 al 1930.
Matthew è noto soprattutto per i suoi studi su fossili di mammiferi, nonostante abbia pubblicato anche alcuni documenti di mineralogia, di petrologia, uno di botanica, uno sui trilobiti, ed abbia inoltre descritto il l'enigmatico Tetraceratops insignis, che più tardi venne ritenuto il più antico terapside,. Tra i mammiferi descritti da Matthew, spesso in collaborazione con Walter Granger, si ricordano gli artiodattili Brachycrus, Cranioceras, Eotylopus, Heteromeryx, Paratylopus e Pseudolabis, i perissodattili Caenolophus, Deperetella, Lophialetes, Paramynodon e Schlosseria, i roditori Eutypomys e Prosciurus, il creodonte Tritemnodon, il carnivoro Palaearctonyx, il primate Tetonius, gli insettivori Tupaiodon e Proscalops, e i mammiferi arcaici Ectypodus, Eoconodon, Labidolemur, Leptacodon, Palaeanodon, Palaeosinopa, Peradectes, Phenacolemur, Plagiomene, Prionessus, Prodiacodon, Prodinoceras e Sphenopsalis. Matthew descrisse inoltre la famiglia di dinosauri carnivori Dromaeosauridae e il taxon Dromaeosaurus albertensis.